# 貝羅沃
貝羅沃是北馬其頓贝罗沃市镇内的城镇及其行政中心。2002年时人口数量为7,002人。

## 外部連結
- Official Berovo Website
- Virtual Berovo Website